# Árkosi Barabás Miklós
Barabás Miklós, árkosi (Verespatak, 1902. március 22. – Nagyenyed, 1988. április 12.) költő, író, unitárius lelkész.

## Életútja
1924-ben Kolozsvárt unitárius lelkészi képesítést nyert. 1970-ig Nagyenyeden volt lelkész; ahol a Nagyenyedi Unitárius Egyházközség szervezője és templomának építője lett. A város társadalmi életében is vezető szerepet játszott, többek között mint a Magyar Népi Szövetség (MNSZ) titkára és elnöke. Munkatársa az 1920-as évektől kezdve az Enyedi Újságnak.

## Műveiből
- Lángok és tüzek: versek. (Nagyenyed 1926);[2]
- Erdélyi tájak, izenetek : versek. (Budapest, 1999)[3]
- Emlékiratának megjelent részlete: A gimnáziumban kezdődött (Korunk, 1977/9).